# Honda CB 1300
La CB 1300 Super Four est un modèle de motocyclette commercialisé par Honda.
La Honda CB 1300 Super Four a été présentée au public lors du trente deuxième Tokyo Motor Show en 1997.
Honda annonce son lancement officiel le 10 février 1998, elle est commercialisée en mars 1998.
Son moteur est un dérivé de celui de la Honda X-4.
La CB 1300 Super Four remplace au catalogue la Honda CB 1000 Big One.
| Année | Ex vendus en France | Coloris dispo                                    |
| ----- | ------------------- | ------------------------------------------------ |
| 2003  | 742                 | N : Blanc/Rouge - Noir - Gris                    |
| 2004  | 758                 | N : Blanc/Rouge - Noir - Gris                    |
| 2005  | 714                 | N : Nouveau noir - Bleu / S : Blanc/Rouge        |
| 2006  | ???                 | N : Nouveau noir - Bleu / S : Blanc/Rouge        |
| 2007  | 302                 | N : Nouveau noir - Bleu / S : Blanc/Rouge - Noir |
| 2008  | ???                 | S : Blanc/Rouge - Noir                           |

À partir de 2008, seules les versions S sont commercialisées en France.

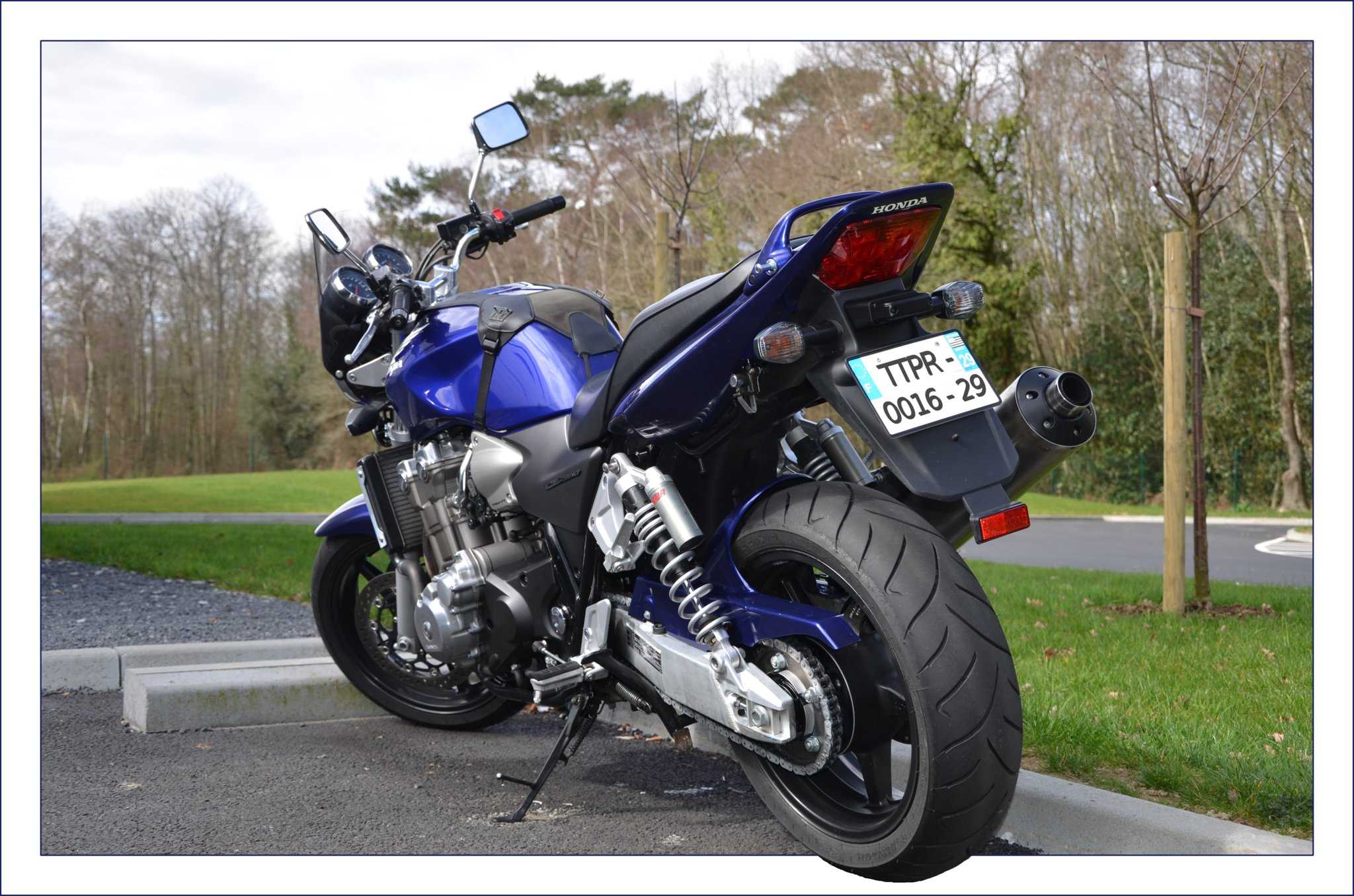
CB1300 arrière gauche

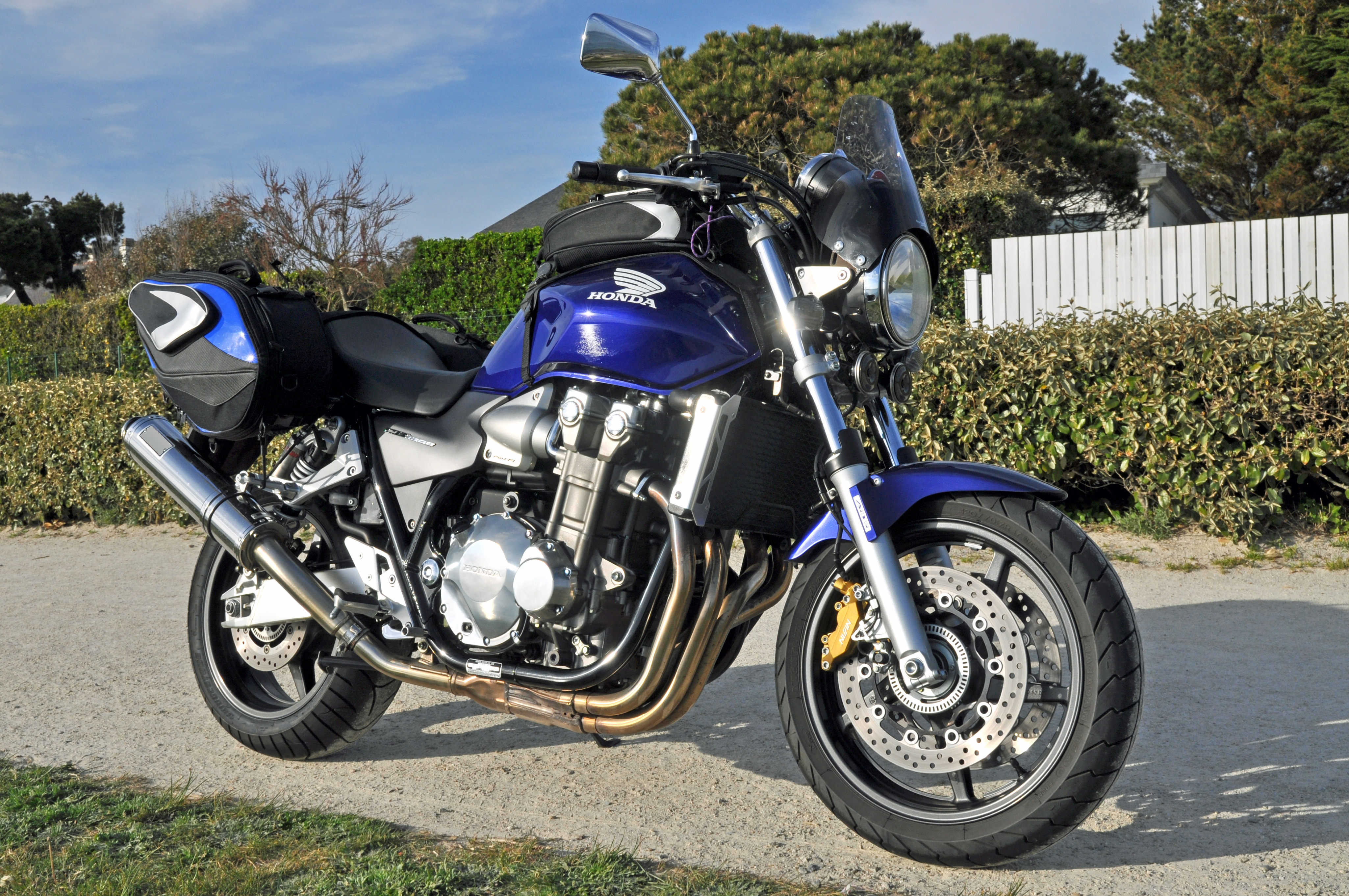
Modèle 2007, CB1300 Bleu